# Graz 99ers
Graz 99ers je austrijski klub u hokeju na ledu iz Graza. Klub trenutačno nastupa u međunarodnoj austrijskoj hokejaškoj ligi. Domaće utakmice igraju u dvorani Eisstadion Graz-Liebenau kapaciteta 4050 sjedećih mjesta.

## Povijest
Graz 99ers jedan je od klubova nastalih poslije financijskog kraha austrijskog klupskog hokeja u 1999. Novi klub nastao je na ruševinama nekadašnjeg prvaka ATSE Graz i kluba EC Graz. Već u svojoj prvoj sezoni postojanja Graz 99ers je izborio plasman u austrijsku Bundesligu gdje se nalazi i danas. Za razliku od jačih i uspješnijih momčadi iz Klagenfurta, Salzburga i Beča, "graceri" nikada nisu bili u prilici boriti se za naslov. Otkako se liga proširila i na klubove izvan Austrije, klub iz Štajerske uglavnom boravi u donjem dijelu ljestvice. U sezoni 2008./09. osvojili su sedmo mjesto, a u četvrtfinalu doigravanja pružili su žestok otpor favoriziranim Vienna Capitalsima gdje je Bečanima trebalo svih sedam utakmica za prolaz. U sezoni 2009./10. 99ersi su prvim mjestom u regularnom dijelu sezone pokazali da su favoriti za osvajanje EBEL-a, ali loša forma i odličan hrvatski predstavnik Medveščak Zagreb napravili su malo iznenađenje i izbacili Graz u prvom krugu.

## Momčad (2009.)
| Br.      | Ime                   | Pozicija     | Datum rođenja       | Mjesto rođenja                                | Visina  | Težina  |         |         |
| Vratari  | Vratari               | Vratari      | Vratari             | Vratari                                       | Vratari | Vratari | Vratari | Vratari |
| -------- | --------------------- | ------------ | ------------------- | --------------------------------------------- | ------- | ------- | ------- | ------- |
| 38       | Sébastien Charpentier | vratar       | 18. travnja 1977.   | Drummondville, Quebec, Kanada                 | 178 cm  | 80 kg   |         |         |
| 31       | Fabian Weinhandl      | vratar       | 3. siječnja 1987.   |                                               | 191 cm  | 93 kg   |         |         |
| 30       | Florian Goriupp       | vratar       | 15. siječnja 1989.  | Graz, Austria                                 | 175 cm  | 64 kg   |         |         |
| Braniči  |                       |              |                     |                                               |         |         |         |         |
| 29       | Sven Klimbacher       | branič       | 12. rujna 1981.     | Sankt Veit an der Glan, Austrija              | 179 cm  | 87 kg   |         |         |
|          | Lukas Peicha          | branič       | 5. siječnja 1989.   |                                               | 180 cm  | 85 kg   |         |         |
|          | Martin Oraze          | branič       | 9. listopada 1984.  | Klagenfurt, Austrija                          | 191 cm  | 82 kg   |         |         |
| 16       | Patrick Harand        | branič       | 15. ožujka 1984.    | Beč, Austrija                                 | 183 cm  | 82 kg   |         |         |
|          | Florian Iberer        | branič       | 7. prosinca 1982.   | Graz, Austrija                                | 185 cm  | 90 kg   |         |         |
| 25       | David Cullen          | branič       | 30. prosinca 1976.  | St. Catharines, Ontario, Kanada               | 185 cm  | 94 kg   |         |         |
| 73       | Nick Kuiper           | branič       | 12. veljače 1982.   | Beaconsfield, Quebec, Kanada                  | 188 cm  | 95 kg   |         |         |
| 2        | Cole Jarrett          | branič       | 4. siječnja 1983.   | Sault Ste. Marie, Ontario, Kanada             | 182 cm  | 91 kg   |         |         |
| 14       | Ziga Grahut           | branič       | 20. srpnja 1990.    |                                               | 180 cm  | 88 kg   |         |         |
| 7        | Victor Lindgren       | branič       | 8. siječnja 1985.   | Linköping, Švedska                            | 182 cm  | 79 kg   |         |         |
| Napadači |                       |              |                     |                                               |         |         |         |         |
| 88       | Mark Brunnegger       | napadač      | 1. studenog 1985.   | Graz, Austrija                                | 185 cm  | 91 kg   |         |         |
| 21       | Harry Lange           | desno krilo  | 5. prosinca 1983.   | Klagenfurt, Austrija                          | 171 cm  | 80 kg   |         |         |
| 37       | Stefan Herzog         | napadač      | 19. ožujka 1983.    | Salzburg, Austrija                            | 186 cm  | 82 kg   |         |         |
|          | Warren Norris         | centar       | 19. rujna 1974.     | St. John's, Newfoundland and Labrador, Kanada | 186 cm  | 88 kg   |         |         |
|          | Kevin Moderer         | napadač      | 8. veljače 1980.    |                                               | 187 cm  | 83 kg   |         |         |
| 61       | Christoph Harand      | lijevo krilo | 27. svibnja 1981.   | Beč, Austrija                                 | 180 cm  | 80 kg   |         |         |
| 17       | Manuel Ganahl         | desno krilo  | 12. srpnja 1990.    | Bludenz, Austrija                             | 180 cm  | 71 kg   |         |         |
| 5        | Matthias Schwab       | centar       | 13. lipnja 1986.    | Zell am See, Austrija                         | 184 cm  | 85 kg   |         |         |
| 51       | Daniel Woger          | napadač      | 25. veljače 1988.   |                                               | 185 cm  | 82 kg   |         |         |
|          | Martin Glanzer        | napadač      | 28. srpnja 1989.    |                                               | 188 cm  | 85 kg   |         |         |
| 32       | Jean-Philippe Paré    | napadač      | 9. listopada 1979.  | Longueuil, Quebec, Kanada                     | 179 cm  | 86 kg   |         |         |
| 55       | Martin Hohenberger    | napadač      | 29. siječnja 1977.  | Villach, Austrija                             | 185 cm  | 95 kg   |         |         |
| 34       | Markus Peintner       | lijevo krilo | 17. prosinca 1980.  | Lustenau, Austrija                            | 178 cm  | 82 kg   |         |         |
| 49       | Greg Day              | napadač      | 25. veljače 1977.   | St. Clair Beach, Ontario, Kanada              | 185 cm  | 95 kg   |         |         |
| 33       | Eric Healey           | napadač      | 20. siječnja 1975.  | Hull, Massachusetts, SAD                      | 182 cm  | 91 kg   |         |         |
| 87       | Tobias Dinhopel       | napadač      | 18. listopada 1989. |                                               | 187 cm  | 69 kg   |         |         |

| Bill Gilligan | glavni trener  |  |
| Martin Krainz | pomoćni trener |  |

## Vanjske poveznice
- Službena stranica